# VII Cumbre de la CELAC de 2023
La VII Cumbre de la Comunidad de Estados Latinoamericanos y Caribeños (CELAC) se realizó el 24 de enero de 2023, en Sheraton Buenos Aires Hotel & Convention Center en el Buenos Aires.

## Líderes asistentes

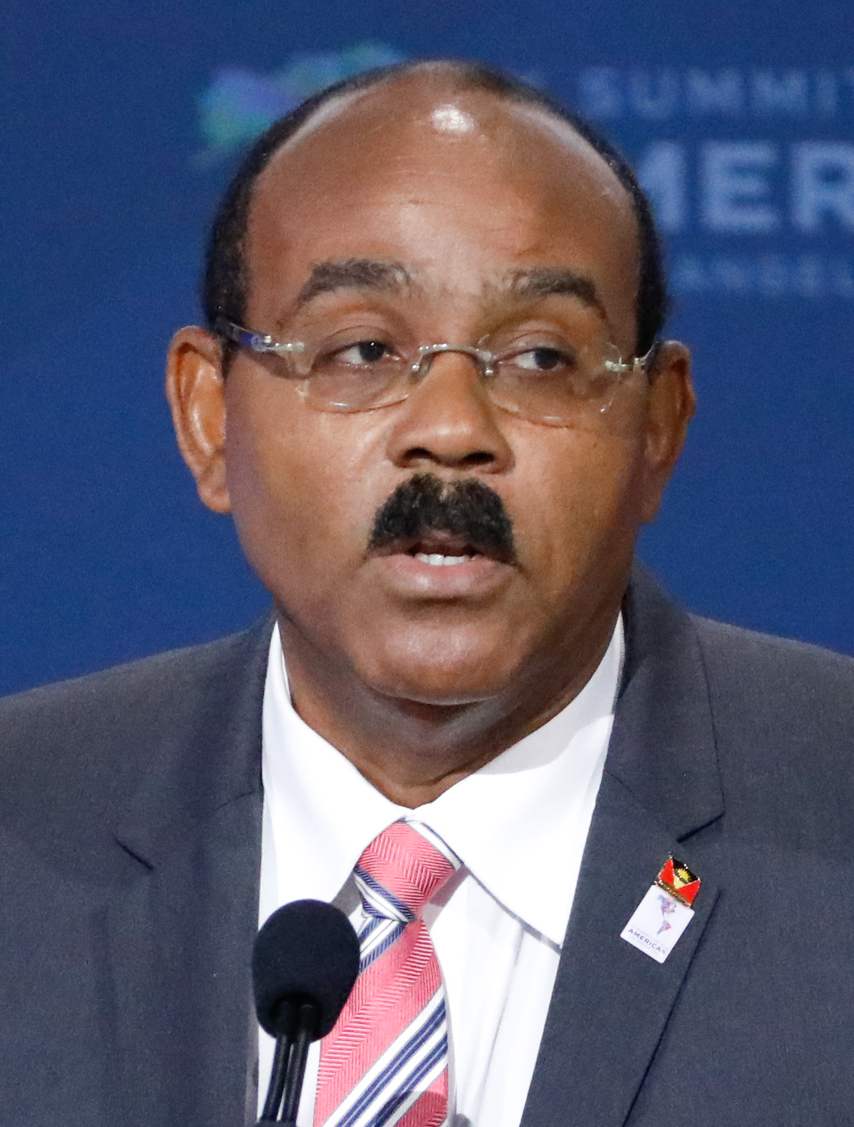
ATG Gaston Browne, Primer Ministro
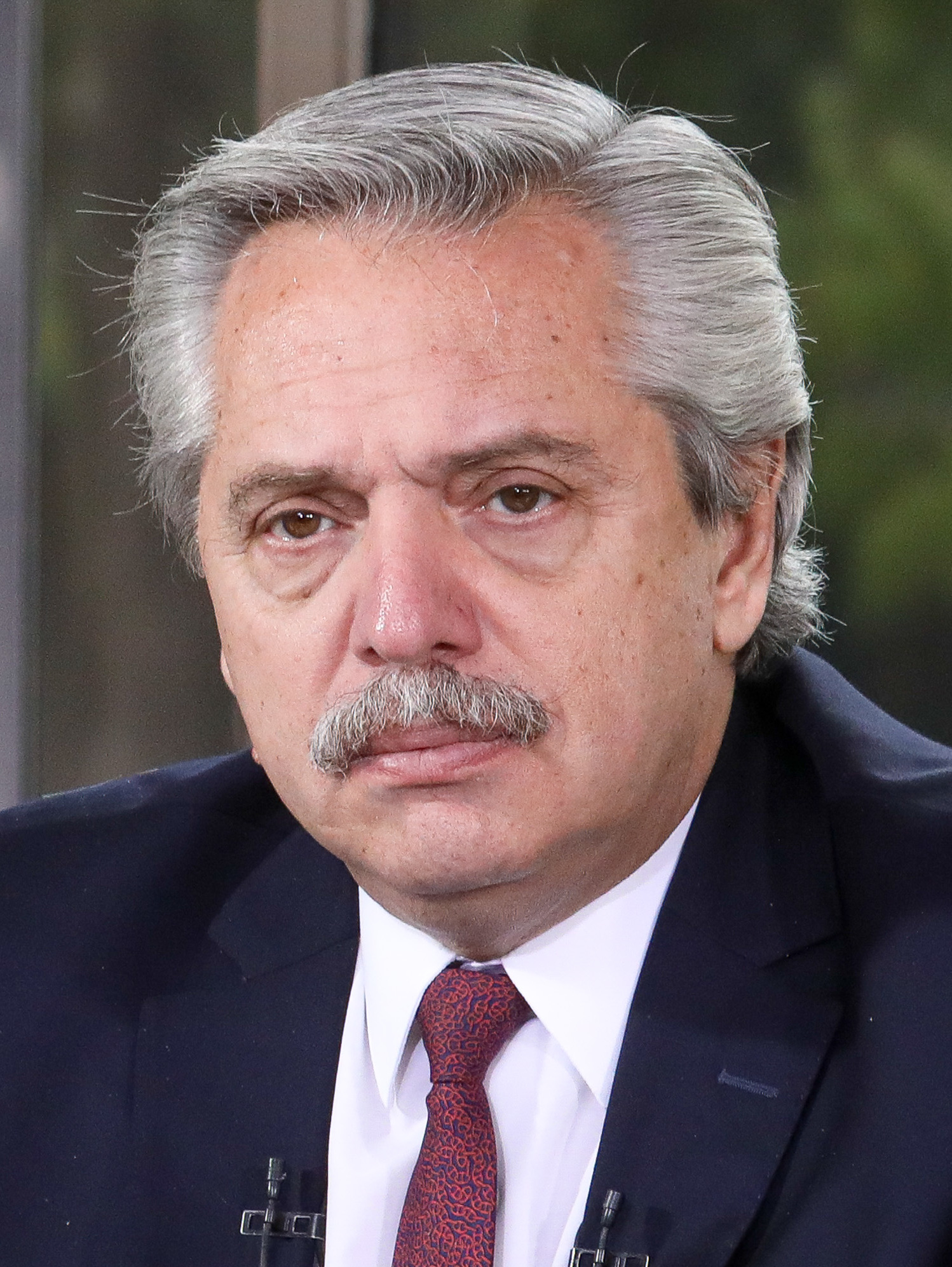
ARG Alberto Fernández, Presidente (anfitrión)
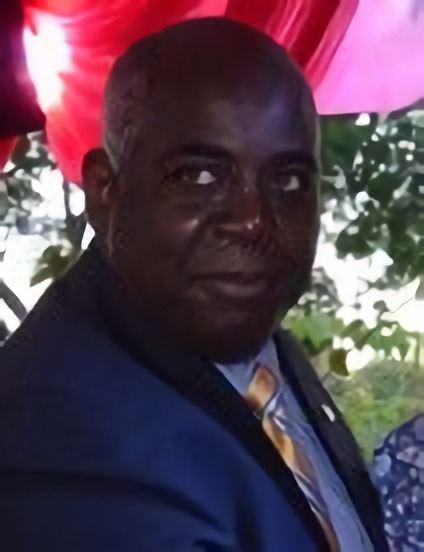
BAH Philip Davis, Primer Ministro
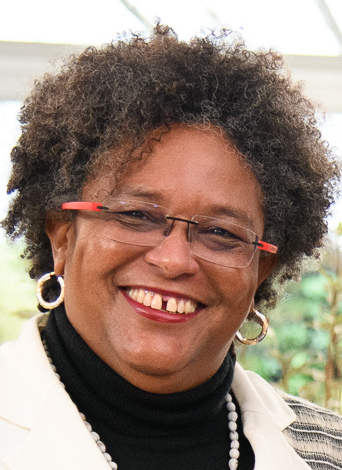
BAR Mia Mottley, Primera Ministra
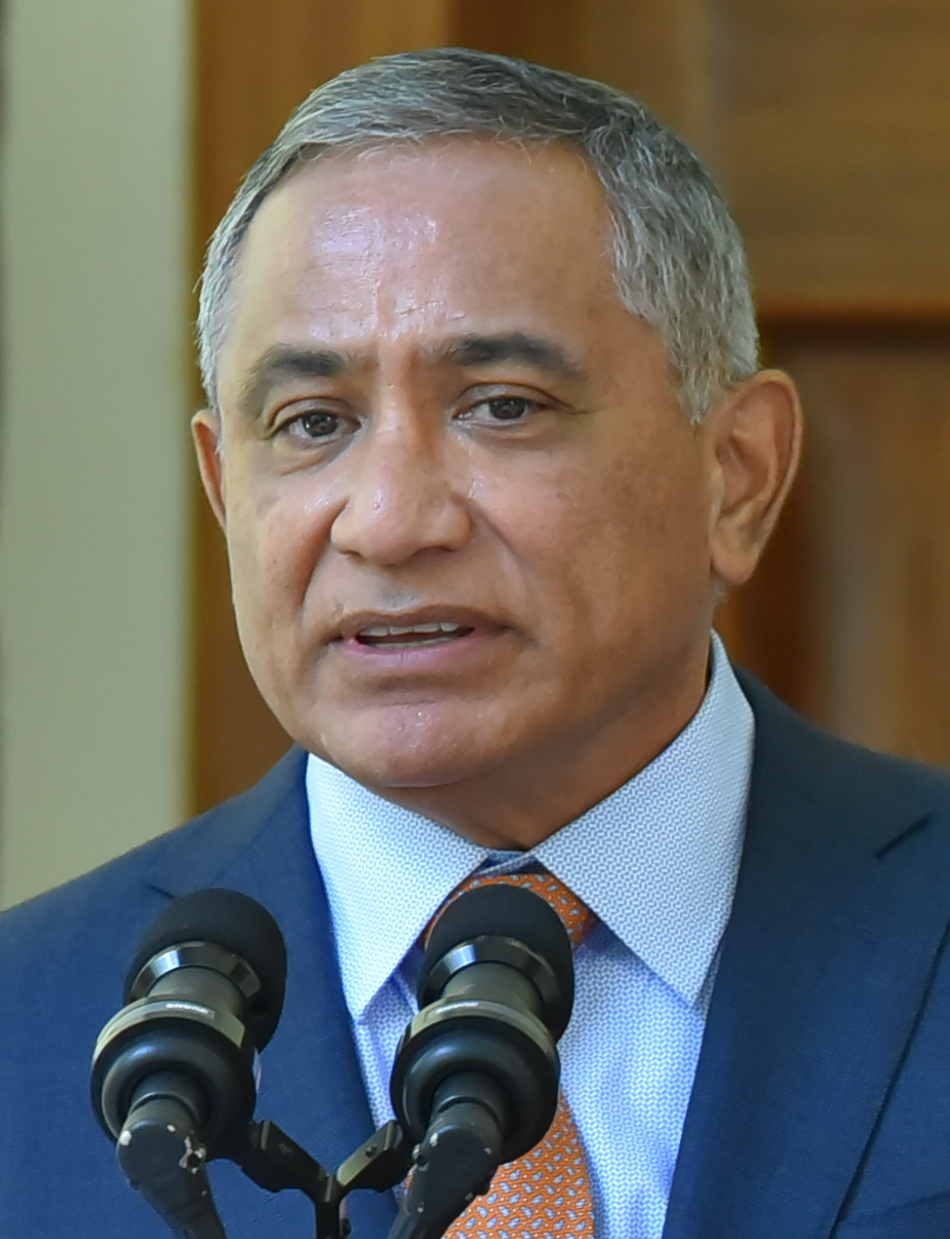
BLZ Johnny Briceño, Primer Ministro
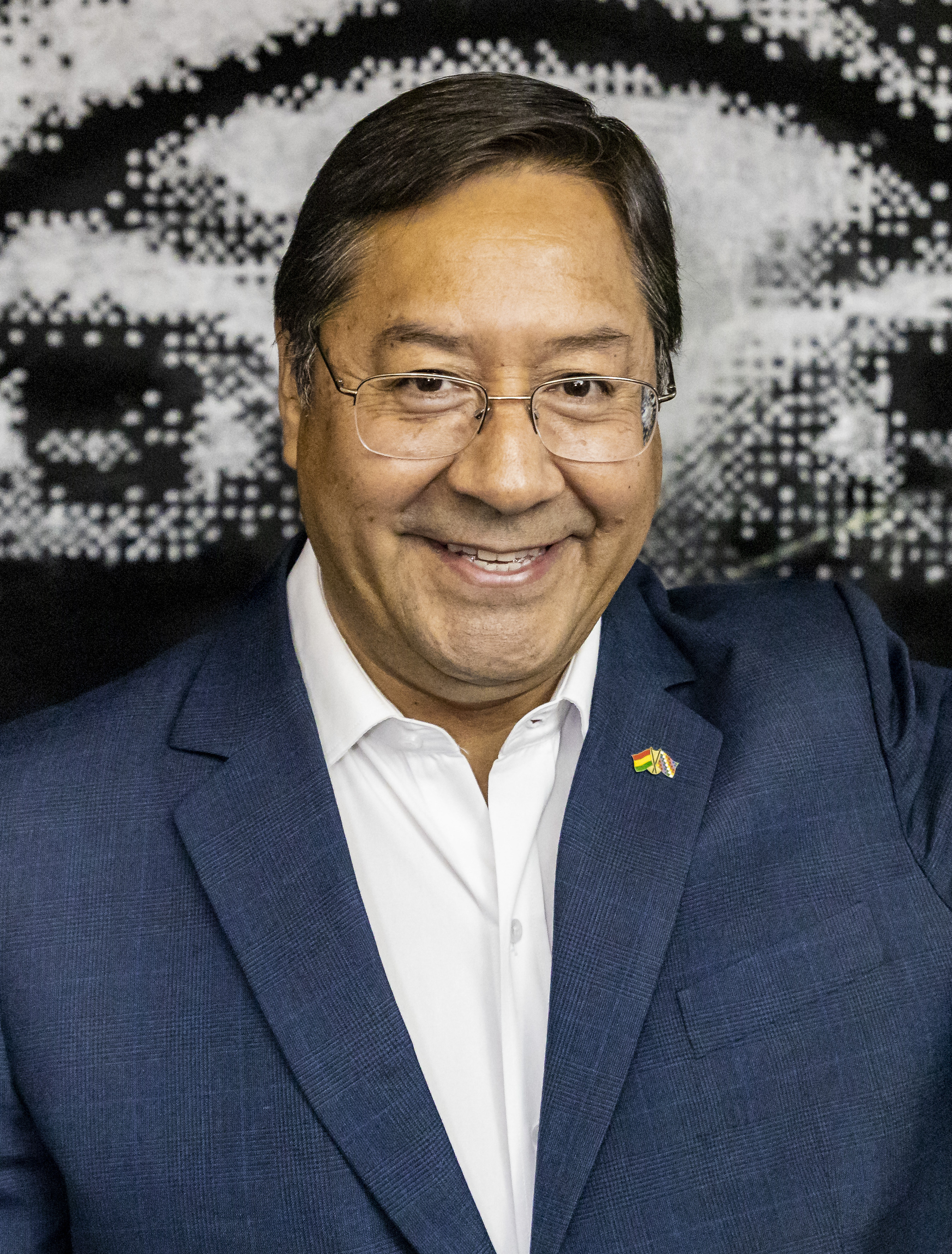
BOL Luis Arce, Presidente
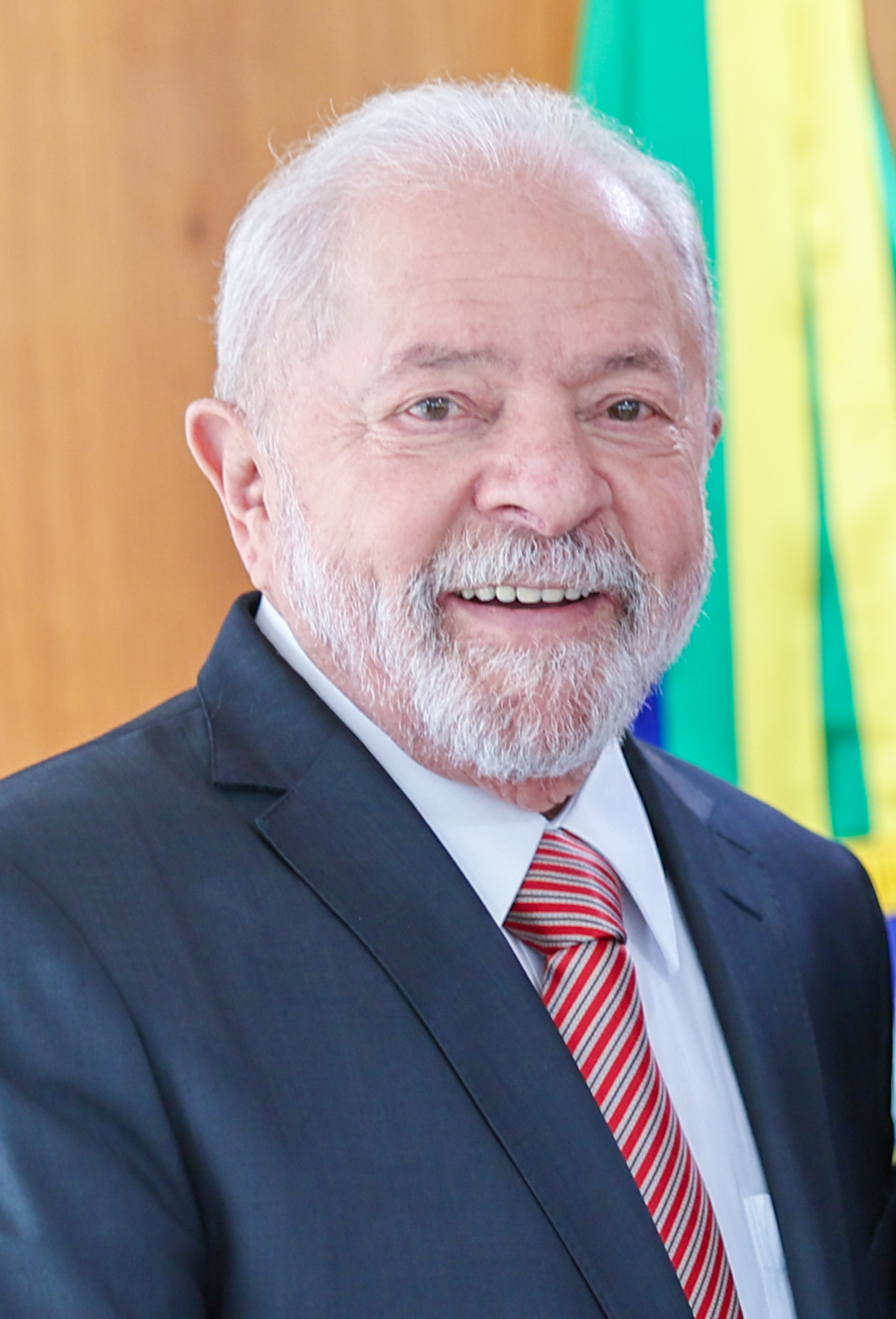
BRA Luiz Inácio Lula da Silva, Presidente
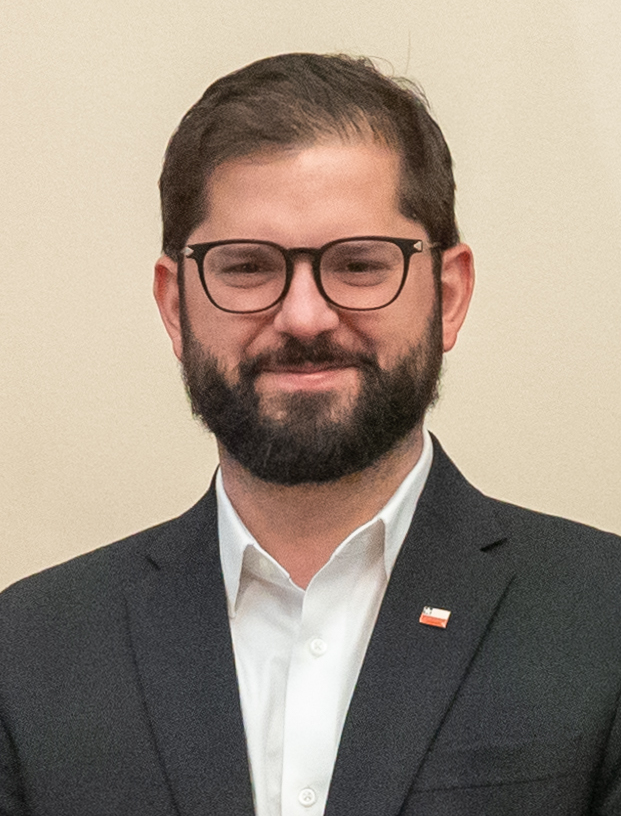
CHL Gabriel Boric, Presidente
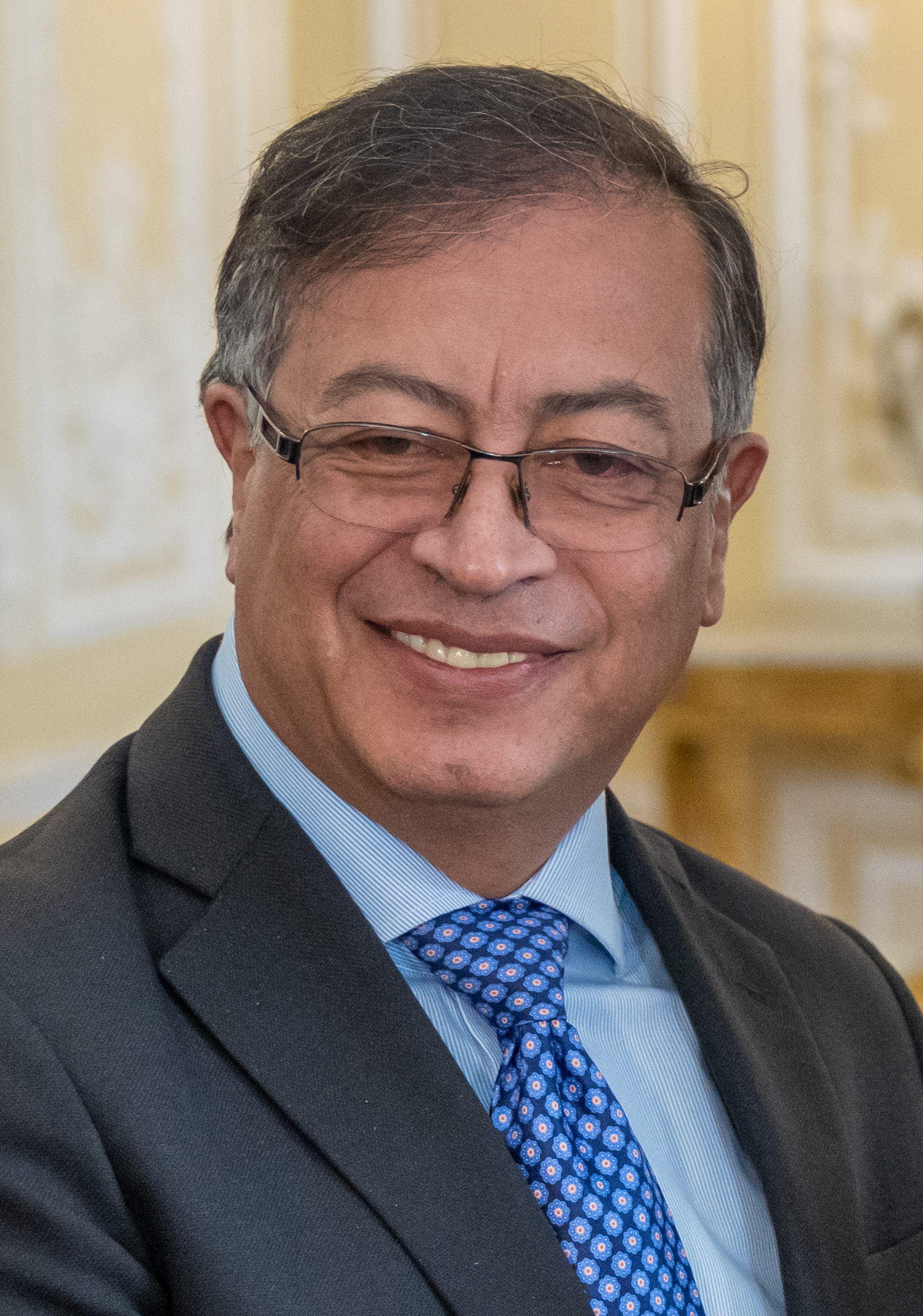
COL Gustavo Petro, Presidente
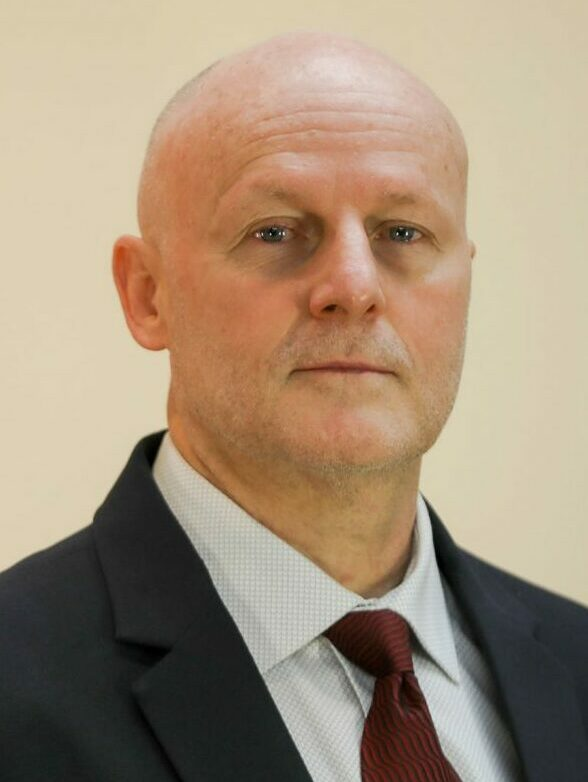
CRC Stephan Brunner, Vicepresidente
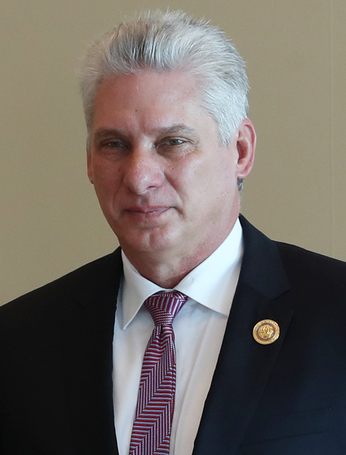
CUB Miguel Díaz-Canel, Presidente
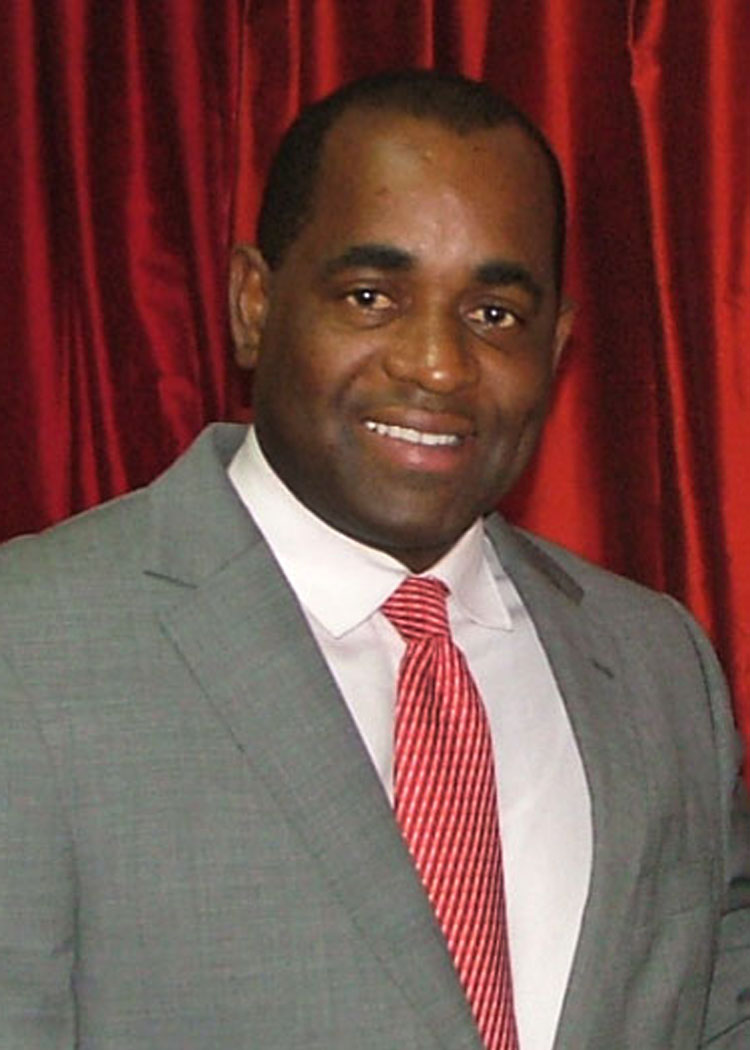
DMA Roosevelt Skerrit, Primer Ministro
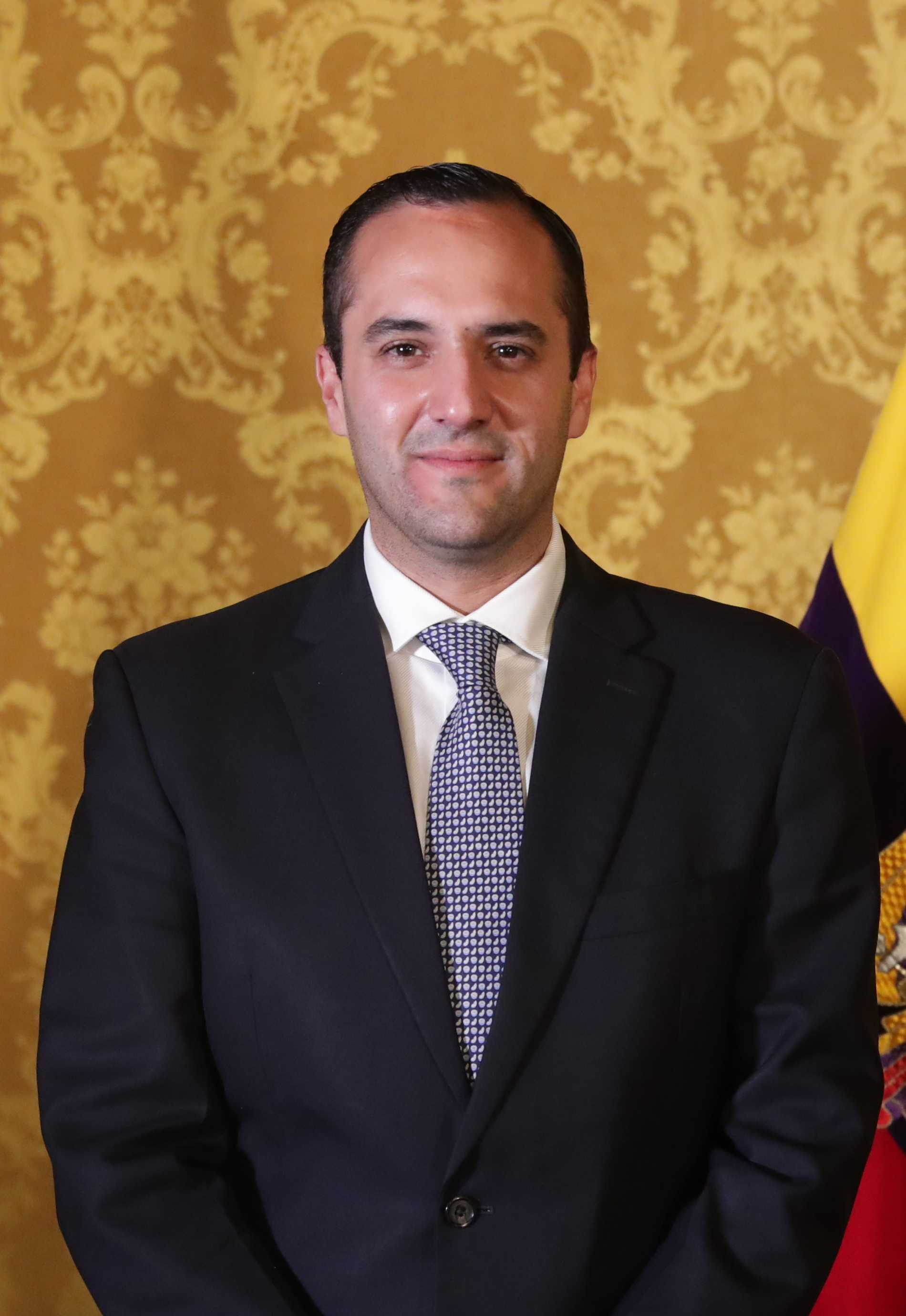
ECU Juan Carlos Holguín, Ministro de Relaciones Exteriores
ESA Félix Ulloa, Vicepresidente
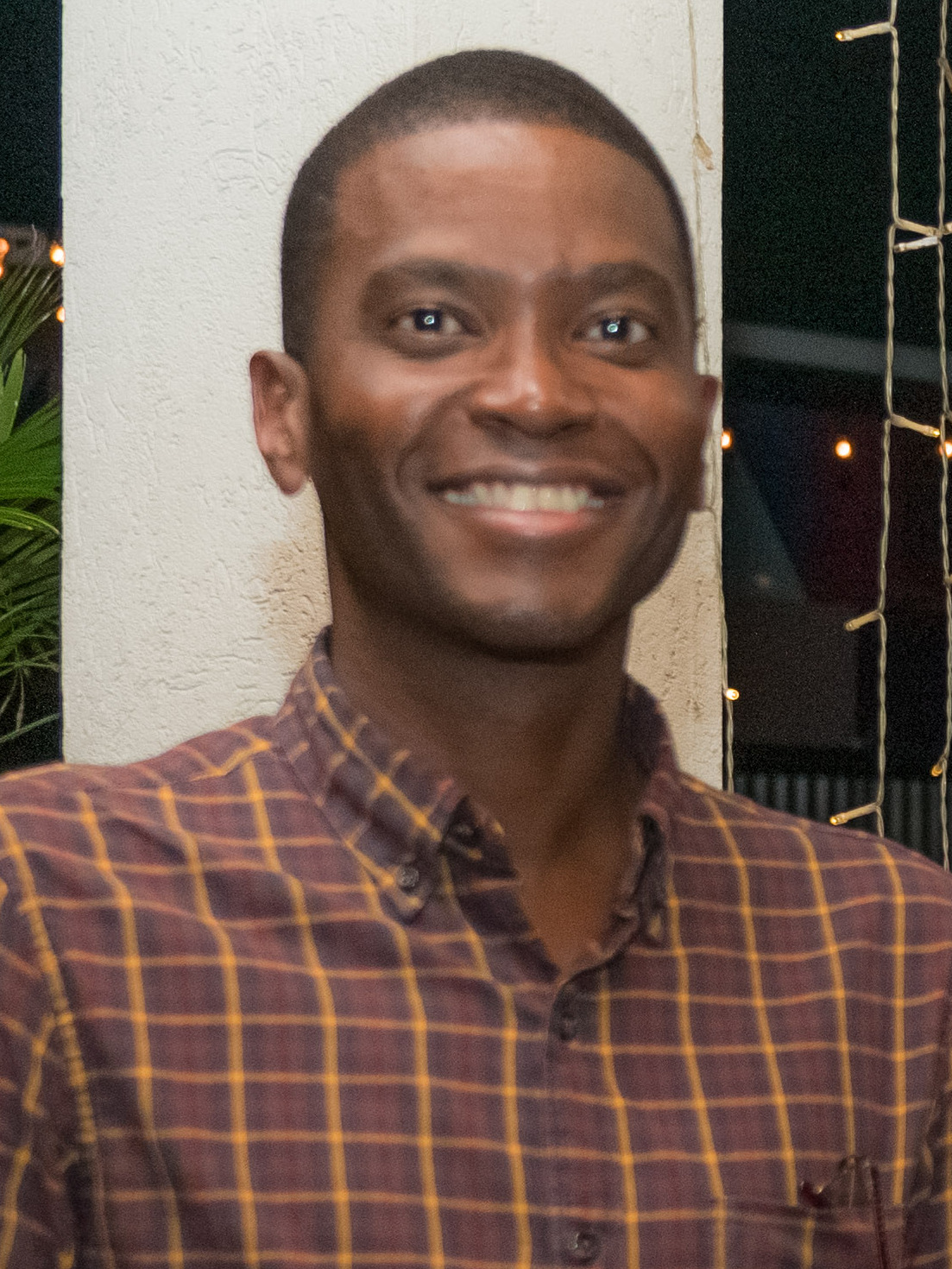
GRD Dickon Mitchell, Primer Ministro
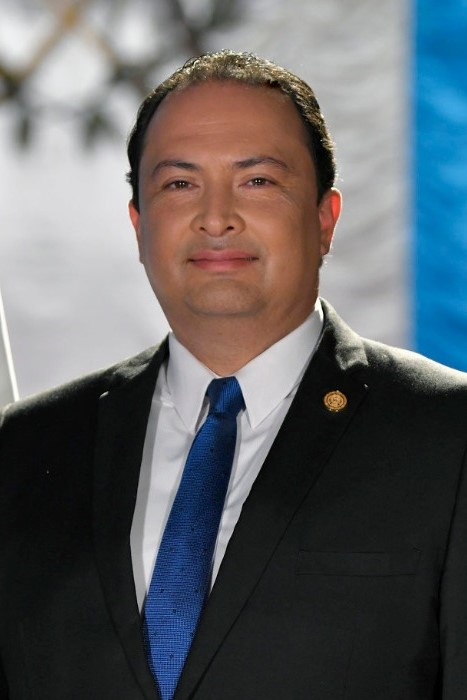
GUA Mario Búcaro, Ministro de Relaciones Exteriores
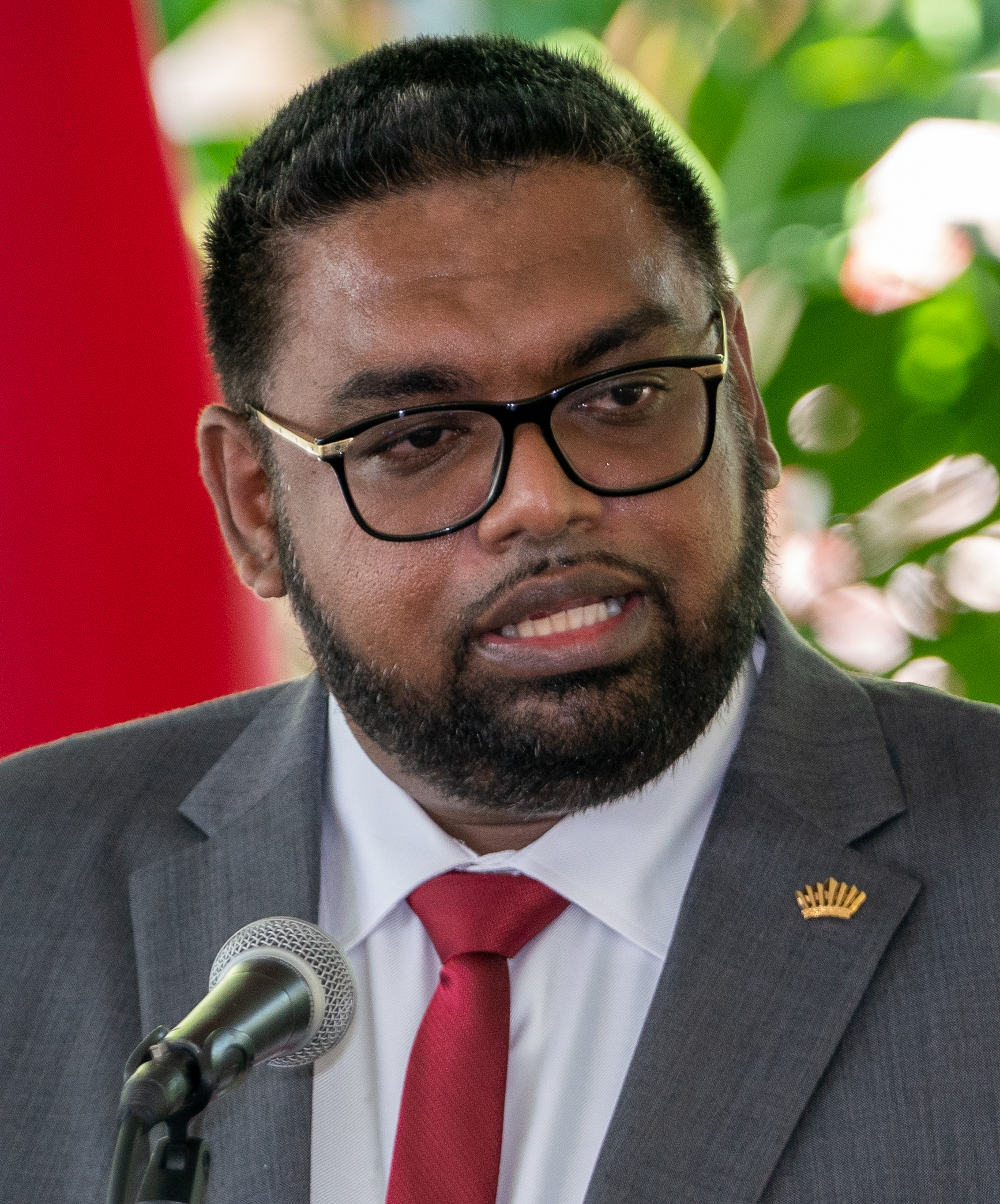
GUY Irfaan Ali, Presidente
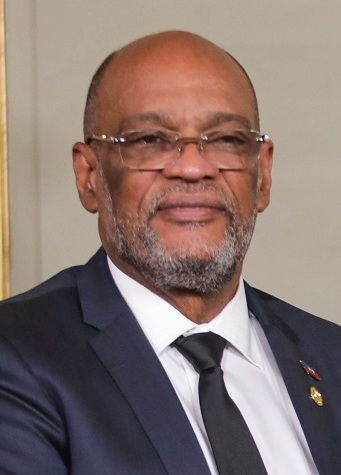
HAI Ariel Henry, Primer Ministro
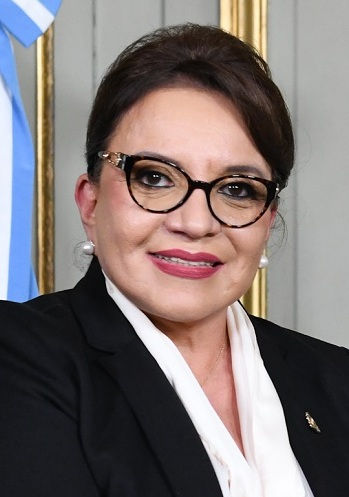
HON Xiomara Castro, Presidenta
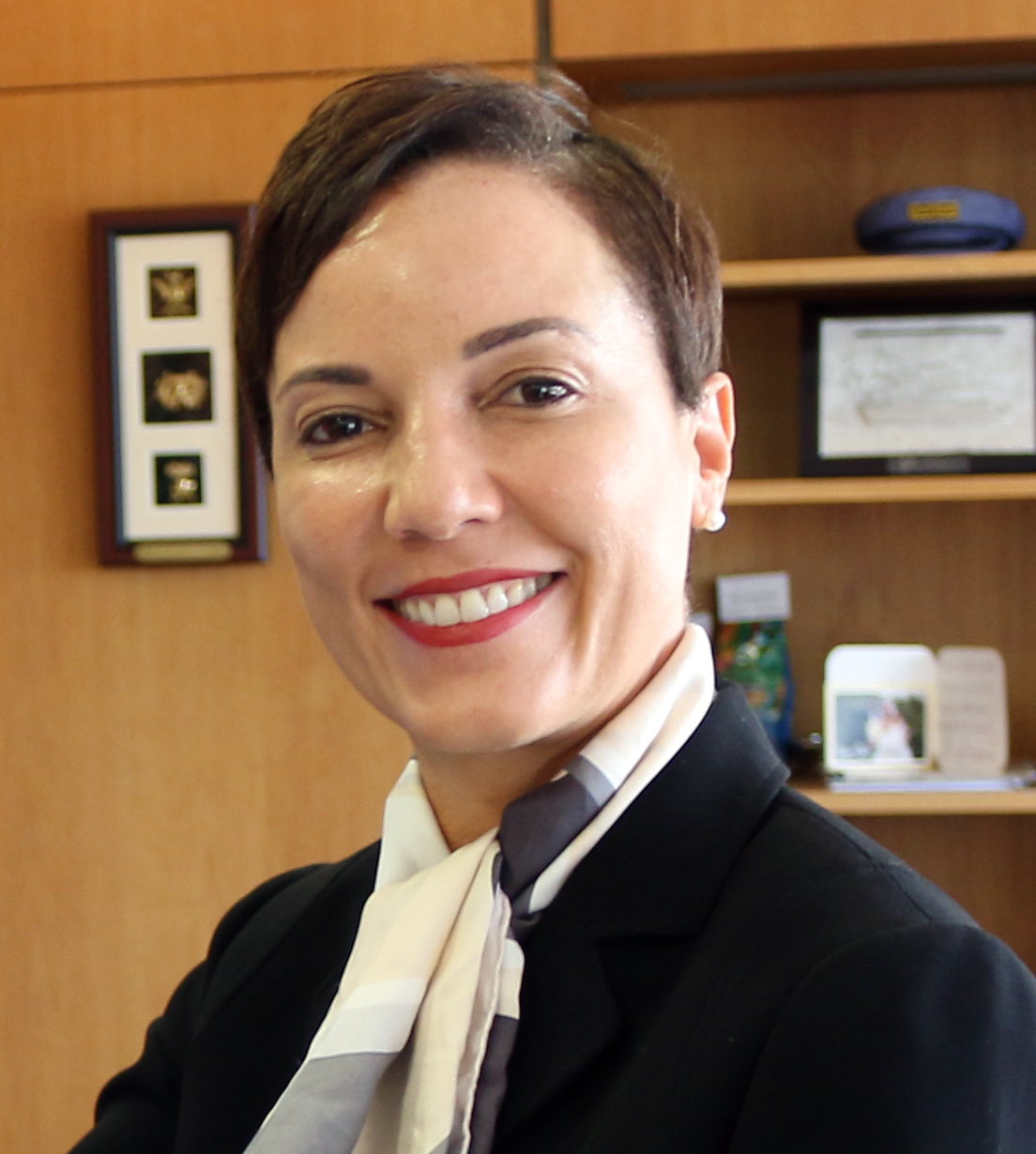
JAM Kamina Johnson Smith, Ministra de Relaciones Exteriores
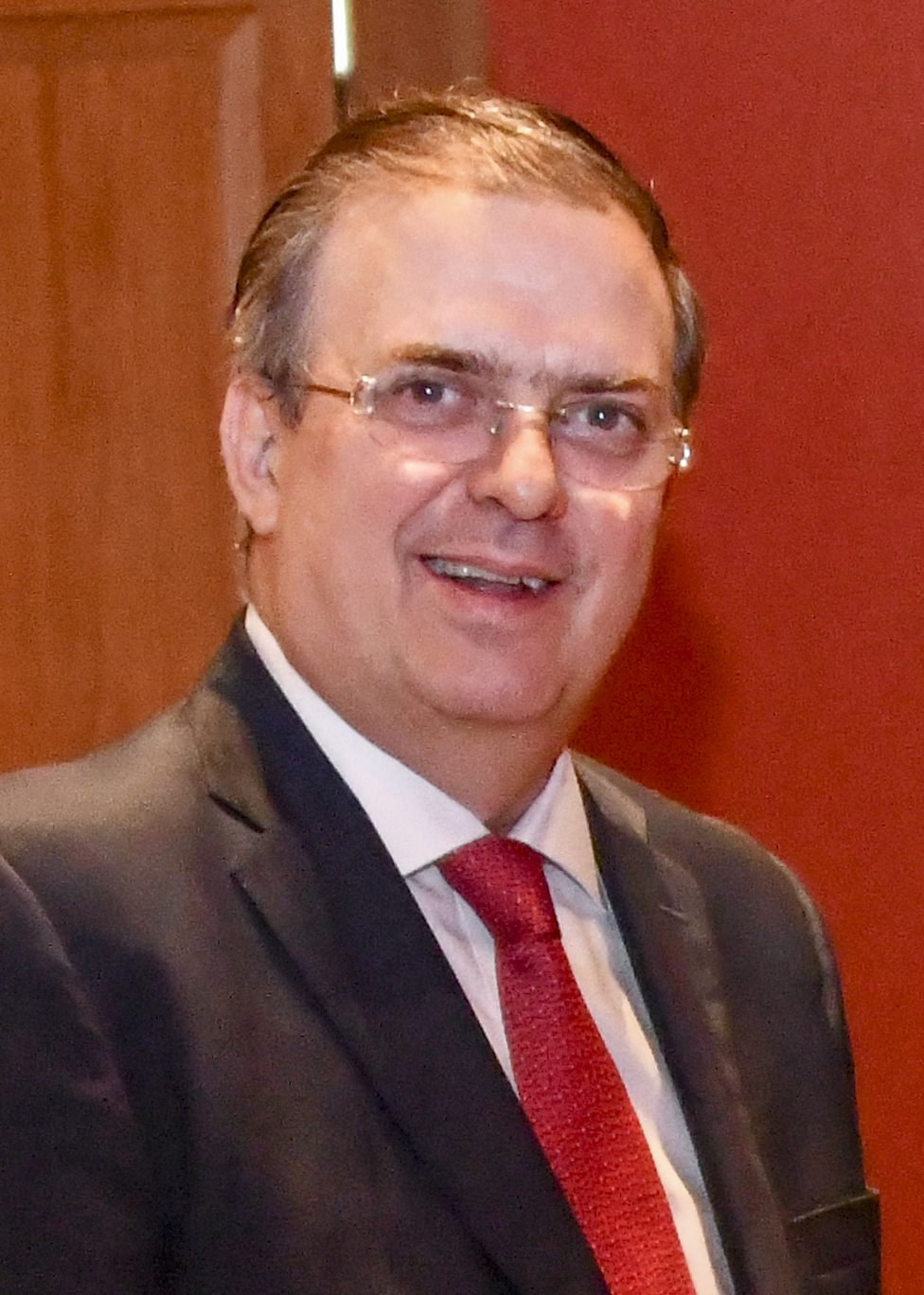
MEX Marcelo Ebrard, Secretario de Relaciones Exteriores
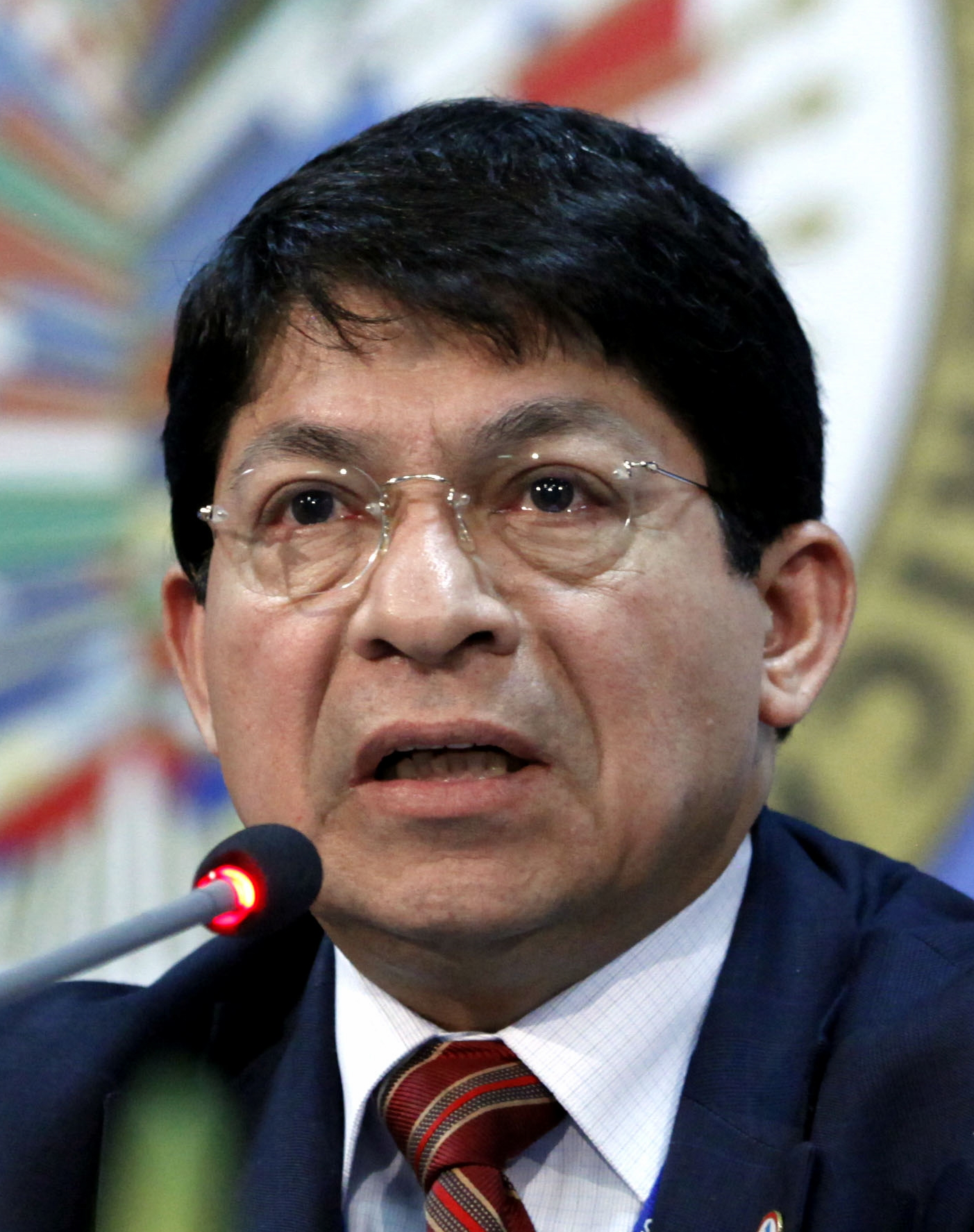
NIC Denis Moncada, Ministro de Relaciones Exteriores
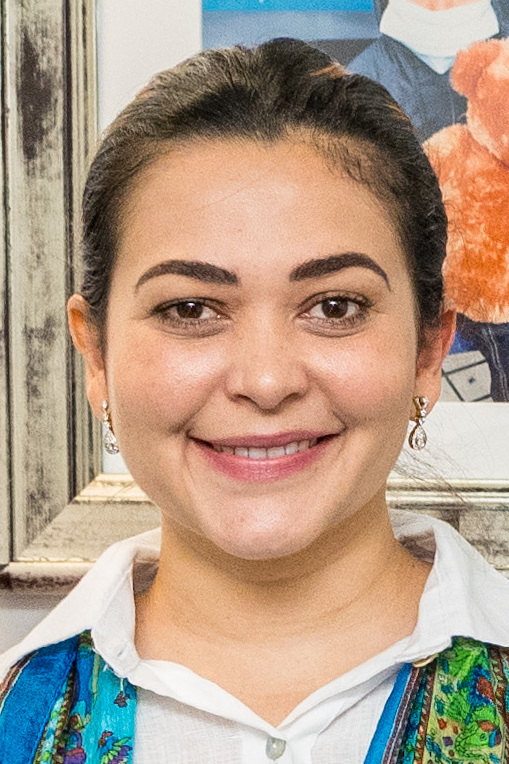
PAN Janaina Tewaney, Ministra de Relaciones Exteriores
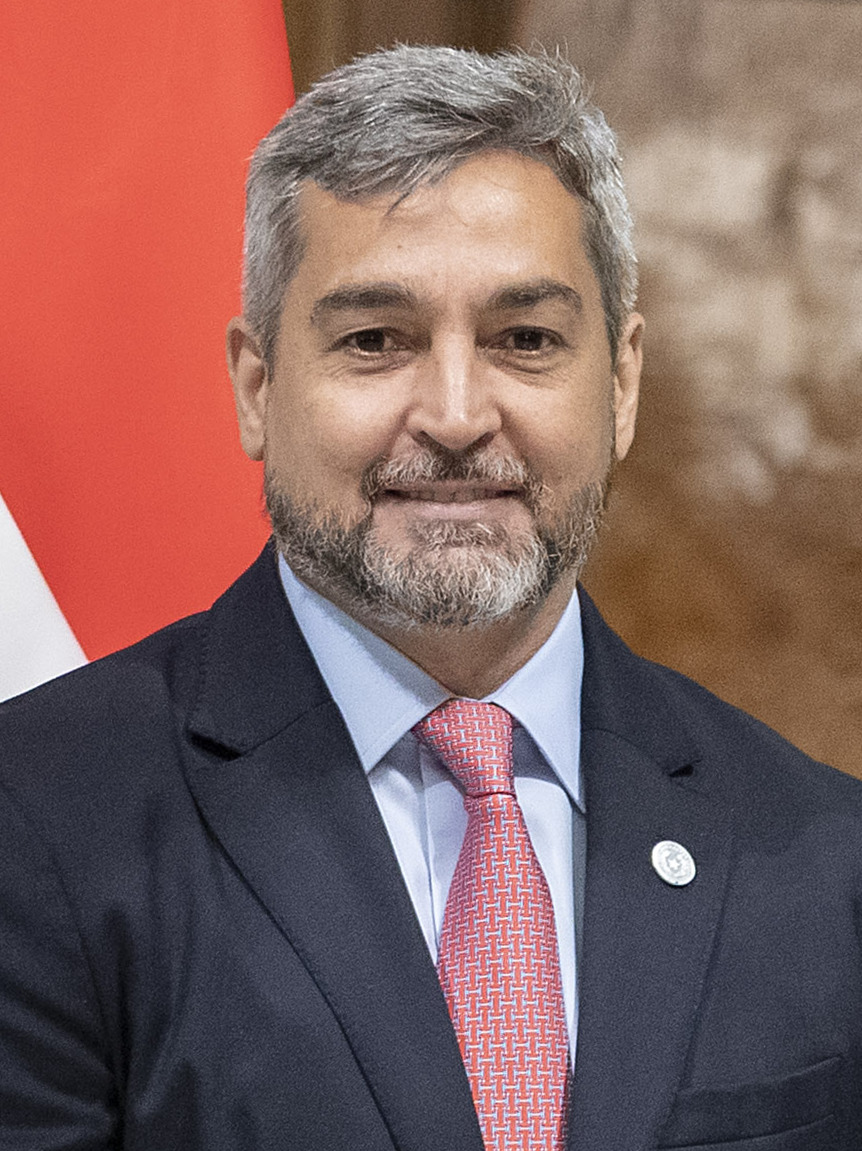
PAR Mario Abdo Benítez, Presidente
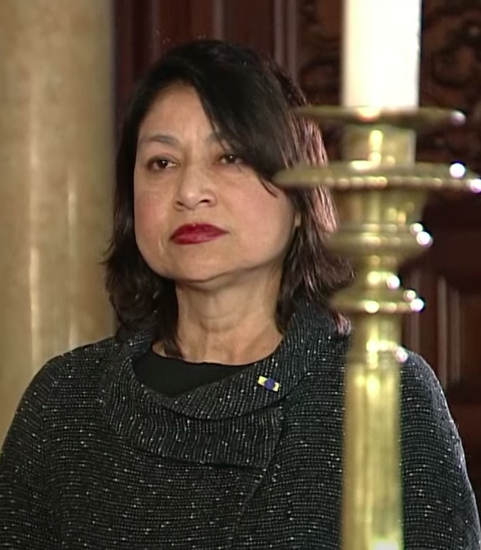
PER Ana Gervasi, Ministra de Relaciones Exteriores
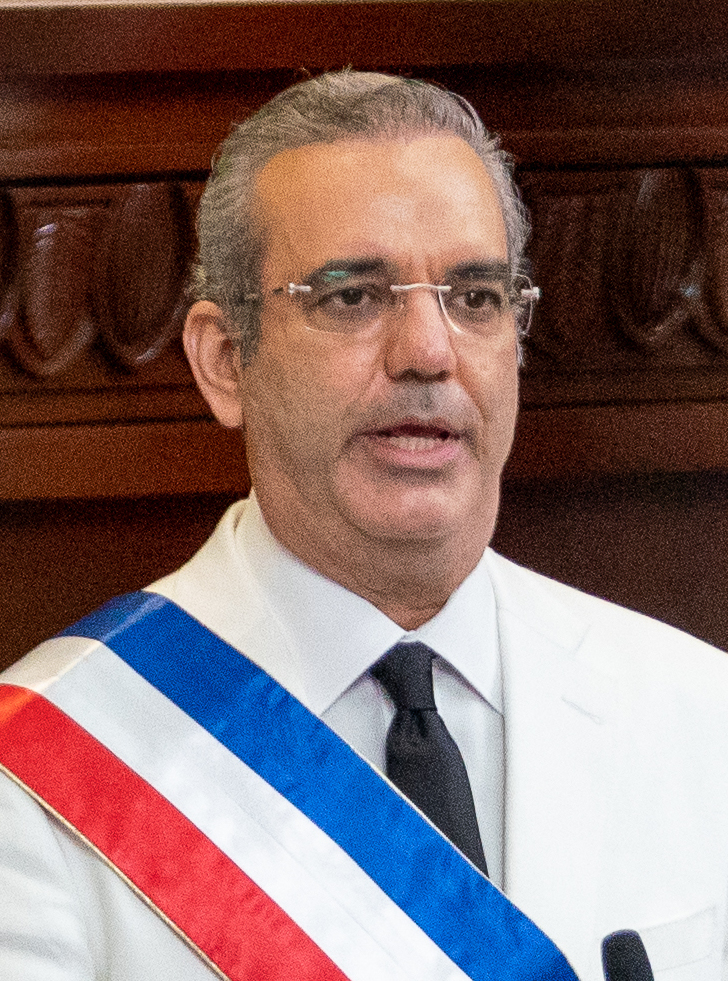
DOM Luis Abinader, Presidente
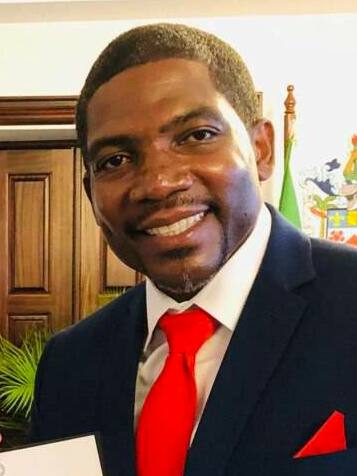
SKN Terrance Drew, Primer Ministro
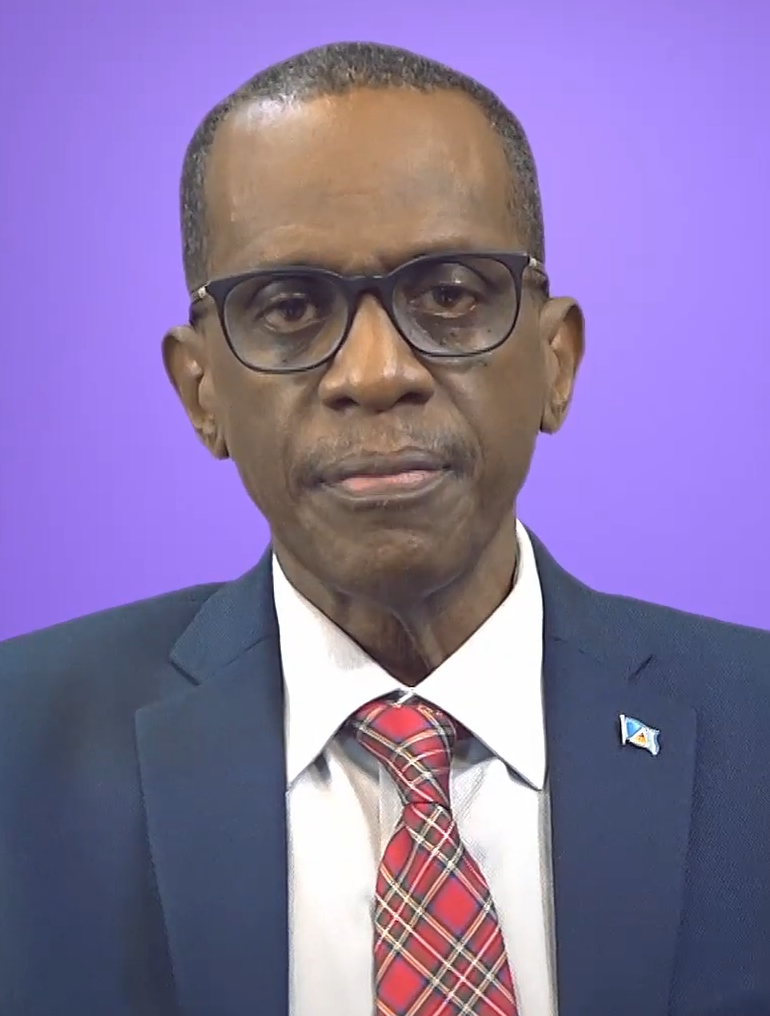
LCA Philip J. Pierre, Primer Ministro
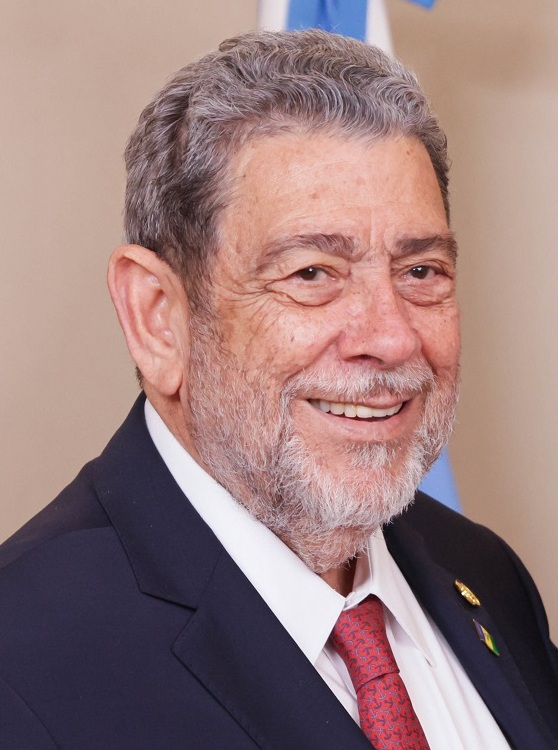
VCT Ralph Gonsalves, Primer Ministro
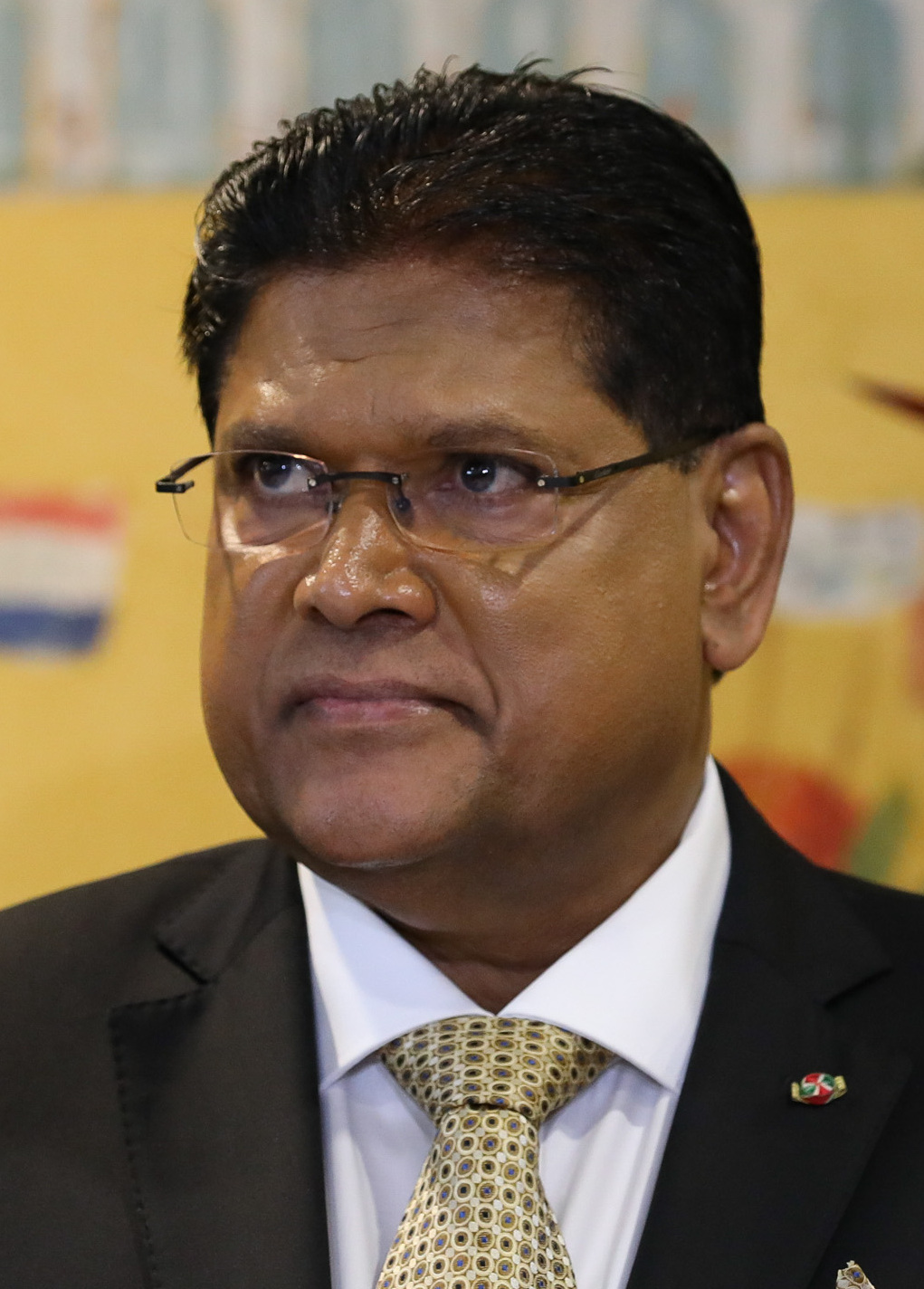
SUR Chan Santokhi, Presidente
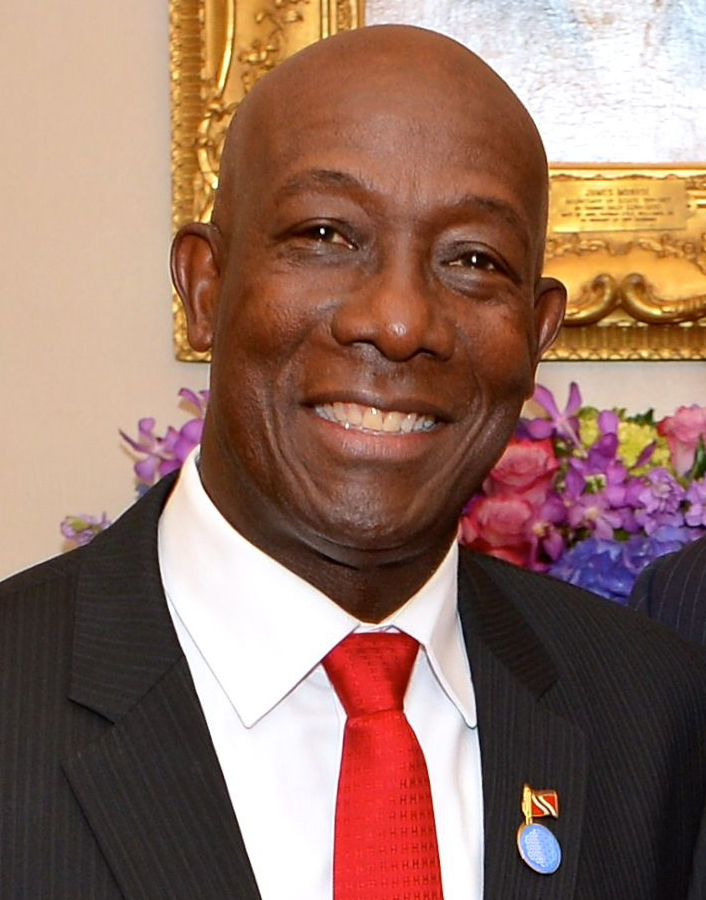
TRI Keith Rowley, Primer Ministro
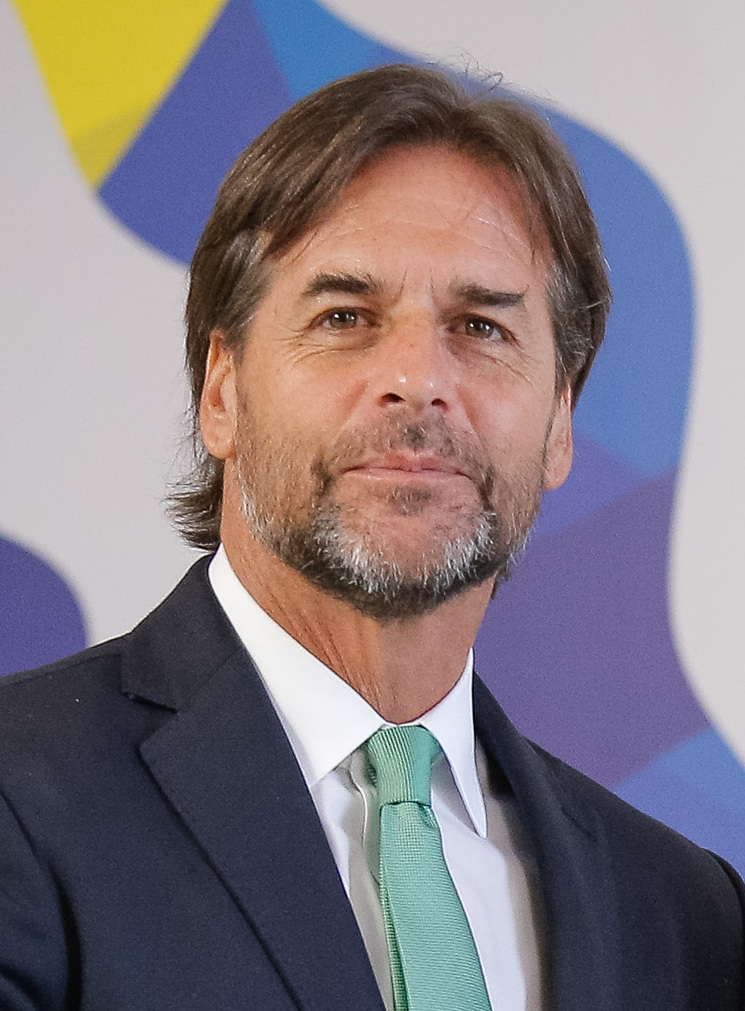
URU Luis Lacalle Pou, Presidente
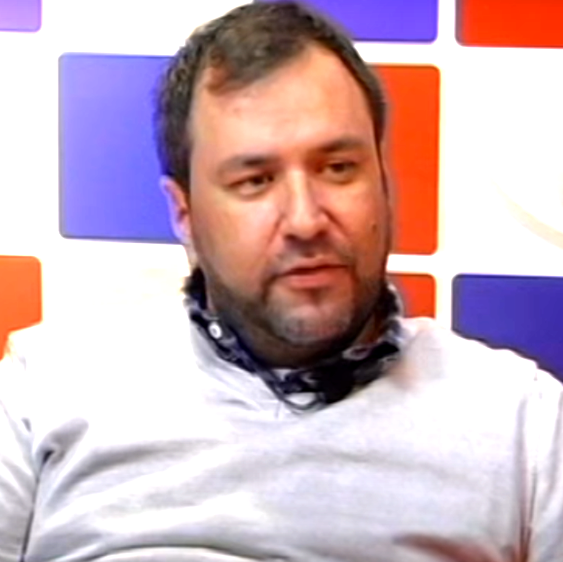
VEN Yván Gil, Ministro de Relaciones Exteriores

- Antigua y Barbuda
Gaston Browne, Primer Ministro
- Argentina
Alberto Fernández, Presidente (anfitrión)
- Bahamas
Philip Davis, Primer Ministro
- Barbados
Mia Mottley, Primera Ministra
- Belice
Johnny Briceño, Primer Ministro
- Bolivia
Luis Arce, Presidente
- Brasil
Luiz Inácio Lula da Silva, Presidente
- Chile
Gabriel Boric, Presidente
- Colombia
Gustavo Petro, Presidente
- Costa Rica
Stephan Brunner, Vicepresidente
- Cuba
Miguel Díaz-Canel, Presidente
- Dominica
Roosevelt Skerrit, Primer Ministro
- Ecuador
Juan Carlos Holguín, Ministro de Relaciones Exteriores
- El Salvador
Félix Ulloa, Vicepresidente
- Granada
Dickon Mitchell, Primer Ministro
- Guatemala
Mario Búcaro, Ministro de Relaciones Exteriores
- Guyana
Irfaan Ali, Presidente
- Haití
Ariel Henry, Primer Ministro
- Honduras
Xiomara Castro, Presidenta
- Jamaica
Kamina Johnson Smith, Ministra de Relaciones Exteriores
- México
Marcelo Ebrard, Secretario de Relaciones Exteriores
- Nicaragua
Denis Moncada, Ministro de Relaciones Exteriores
- Panamá
Janaina Tewaney, Ministra de Relaciones Exteriores
- Paraguay
Mario Abdo Benítez, Presidente
- Perú
Ana Gervasi, Ministra de Relaciones Exteriores
- República Dominicana
Luis Abinader, Presidente
- San Cristóbal y Nieves
Terrance Drew, Primer Ministro
- Santa Lucía
Philip J. Pierre, Primer Ministro
- San Vicente y las Granadinas
Ralph Gonsalves, Primer Ministro
- Surinam
Chan Santokhi, Presidente
- Trinidad y Tobago
Keith Rowley, Primer Ministro
- Uruguay
Luis Lacalle Pou, Presidente
- Venezuela
Yván Gil, Ministro de Relaciones Exteriores